# Пиљо
Пиљо (итал. Piglio) је насеље у Италији у округу Фрозиноне, региону Лацио.
Према процени из 2011. у насељу је живело 3399 становника. Насеље се налази на надморској висини од 621 м.

## Становништво
Према резултатима пописа становништва 2011. у општини је живело 4.657 становника.
| 1931. | 1936. | 1951. | 1961. | 1971. | 1981. | 1991. | 2001. | 2011. |
| ----- | ----- | ----- | ----- | ----- | ----- | ----- | ----- | ----- |
| 4.258 | 4.414 | 4.641 | 4.422 | 4.357 | 4.561 | 4.734 | 4.700 | 4.657 |